# 泰勒霍洛 (紐約州)
泰勒霍洛（英語：Taylor Hollow）是位於美國紐約州伊利縣的非建制地區。

## 地理
泰勒霍洛所處的海拔為高於海平面264米（即866英呎），而該地所採用的時區為UTC-5，即北美东部时区（EST）。同時該地設有夏令時間，為UTC-5調快一小時，即UTC-4（EDT）。